# Импульс (футбольный клуб)
Спортивный клуб Эребуни «И́мпульс» (арм. Մարզական Ակումբ Էրեբունի „Իմպուլս“ Դիլիջան) — армянский футбольный клуб из города Дилижан, основанный в 1985 году.

## История

### От основания до исчезновения (1985—1994)

Городской стадион — домашняя арена клуба.

«Импульс» был образован в 1985 году при одноименном заводе, однако выступление в профессиональной лиге началось только спустя 5 лет. В последние года существования Союза, в период накаленных межнациональных отношений, команде было отведено место во Второй низшей лиге, 2 зоны. В этой зоне играли только армянские клубы СССР. Клубы были разделены на 2 подгруппы. «Импульс» оказался во второй. Под руководством Мастера спорта и заслуженного тренера РСФСР Грачика Хачманукяна команда в итоге заняла 7-е место и перешла во-второй этап, где разыгрывались места с 13-го по 22-е. По итогам второго этапа команда расположилась на 15-м месте, пропустив вперёд чаренцаванский «Муш» по разнице забитых и пропущенных мячей. Сохранив место в сезоне 1990 года, команда во главе с Хачманукяном готовилась к следующему. В июне Хачманукяна сменяет его помощник Владимир Овакимян. Но и в этом первенстве «Импульс» выступил неудачно, расположившись ниже середины таблицы (12-е место из 20 возможных). Лучшим бомбардиром клуба во 2-й зоне стал Рафаэль Акопян занявший 6-е место в списке бомбардиров с 22 мячами. Этот сезон стал последним в истории первенства СССР по футболу. Дальше футбольные клубы распределись по государственно-территориальному принципу. «Импульс» стал составной частью футбольной жизни Армении и чемпионатов Армении по футболу.
С момента образования Премьер-лиги, команда участвовала в первых двух сезонах. Первый сезон, с момента получения Арменией независимости, проводился в два этапа. В первом этапе команды были разделены на 2 подгруппы, из которых по 6 лучших команд переходили во-второй этап где разыгрывались с 1-го по 12-е места. «Импульс» провалил первую часть чемпионата заняв 9-е место. Во-втором этапе команда заняла 3-е место, которое стало 15-м в общем зачёте. В розыгрыше Кубка команда дошла до 1/8 финала, где с грохотом споткнулась об абовянский «Котайк» — 0:7.
В сезоне 1993 команда, также как и в предыдущих сезонах, выступает неважно, а порой и вовсе ужасно. В этом чемпионате команда поставила антирекорд в истории клуба, проиграв на своём поле «Бананцу» со счётом 0:8. Чуть-чуть до этого показателя не дотянули матчи с «Шираком» (0:7) и АСС-СКИФом (1:7). От зоны вылета клуб отделили всего 6 очков. В розыгрыше Кубка Армении «Импульс» в 1/8 финала поджидал всё тот же «Бананц», который не упустил своего шанса и в этом турнире порезвиться с дилижанской командой. Итог этой встречи 1:8, и дальше прошёл «Бананц».
Перед началом чемпионата 1994 года, «Импульс» отказался от участия, а вместо него в состав участников был включен «Азнавур» из Ноемберяна. Также команда не участвовала и в Кубке Армении.

### Воссоздание и ликвидация (2009—2013)
3 февраля 2009 года появилась информация в СМИ о том, что клуб возрождается и примет участие в Первой лиге чемпионата Армении. Клуб воссоздан руководством «Эребуни», которое в начале планировало выступать именно под собственным названием, но затем переехав в Дилижан, возродила местную команду. Главным тренером был назначен Степан Багдасарян. Команда не сходила с первого места до окончания чемпионата первой лиги. Лучшим бомбардиром первой лиги с 18 мячами стал Арман Минасян. 22 декабря 2009 года в штаб-квартире Федерации футбола Армении состоялась церемония вручения наград, в ходе которой игрокам «Импульса» были вручены медали и кубок за победу в Первой лиге.

Аветик Киракосян — являлся капитаном команды в сезонах 2010—2011 годах.

После окончания чемпионата в команду пришли такие игроки, такие как Феликс Акопян, Маис Азизян, Джулиано, Григор Меликсетян, вернулся из аренды Ромео Дженебян. На пост главного тренера был назначен Варужан Сукиасян, который являлся вице-президентом и селекционером в клубе. В феврале были озвучены цели клуба, которые заключались в завоевании Кубка Армении и места в турнирной таблице в зоне Лиги Европы. В розыгрыше Кубка страны команда в 1/8 финала должна была сыграть со столичным «Араратом», однако руководство «Арарата» объявило, что не будет участвовать в Кубке. 5 марта 2010 года состоялась жеребьёвка Кубка Армении, в которой «Импульс» попал на действующего чемпиона страны — «Пюник». Первый матч команда проиграла 0:1. 27 марта начался чемпионат. В дебютном матче «Импульс» проиграл в домашней встрече против «Улисса» 0:3. В ответном кубковом матче «Импульс» проиграл. После первого круга главным тренером был назначен Армен Гюльбудагянц.
После окончания сезона 2012/2013 было заявлено о ликвидации первой команды по финансовым причинам.

## Достижения

### Национальные чемпионаты
- СССР

Обладатель Кубка Армянской ССР (1)1985
- Армения

Чемпион Первой лиги (1)2009
Финалист Кубка Армении (1)2011/12

### Достижения игроков
- Лучшие бомбардиры сезона:
  - 2009 — Арман Минасян (18) (в первой лиге)

## Статистика выступлений

### Чемпионат и Кубок СССР
| Сезон | Лига                             | Место | И  | В  | Н | П  | М     | +/- | О  | Бомбардиры | Кубок | Примечания |
| ----- | -------------------------------- | ----- | -- | -- | - | -- | ----- | --- | -- | ---------- | ----- | ---------- |
| 1990  | Вторая низшая лига СССР (2 зона) | 15    | 18 | 9  | 3 | 6  | 36-30 | +6  | 21 | ?          | -     | -          |
| 1991  | Вторая низшая лига СССР          | 12    | 38 | 12 | 7 | 19 | 60-81 | -21 | 31 | ?          | -     | -          |

### Чемпионат и Кубок Армении
| Сезон     | Лига          | Место | И  | В  | Н | П  | М     | +/- | О  | Бомбардиры             | Кубок | Примечания                                |
| --------- | ------------- | ----- | -- | -- | - | -- | ----- | --- | -- | ---------------------- | ----- | ----------------------------------------- |
| 1992      | Высшая лига   | 9     | 22 | 5  | 1 | 16 | 30-60 | -30 | 11 | Рафаэль Акопян (29)    | 1/8   | -                                         |
| 1992      | Высшая лига   | 15    | 22 | 13 | 4 | 5  | 54-33 | +21 | 30 | Рафаэль Акопян (29)    | 1/8   | -                                         |
| 1993      | Высшая лига   | 12    | 28 | 8  | 2 | 18 | 42-89 | -47 | 18 | Сергей Айрбабамян (12) | 1/8   | -                                         |
| 1994—2008 | не участвовал | -     | -  | -  | - | -  | -     | -   | -  | -                      | -     | в начале 1994 года снимается с чемпионата |
| 2009      | Первая лига   | 1     | 24 | 18 | 4 | 2  | 57-22 | +35 | 58 | Арман Минасян (18)     | н/у   | Воссоздан руководителями «Эребуни»        |
| 2010      | Премьер-лига  | 5     | 28 | 10 | 7 | 11 | 29-43 | -14 | 37 | Элтон Кардосо (6)      | 1/4   | -                                         |
| 2011      | Премьер-лига  | 6     | 28 | 10 | 7 | 11 | 37-36 | +1  | 37 | Завен Бадоян (8)       | Ф     | -                                         |
| 2012/13   | Премьер-лига  | 5     | 42 | 18 | 6 | 18 | 66-65 | +1  | 60 | Норайр Гёзалян (22)    | 1/4   | Расформирование после окончания сезона    |

В сезонах 2010, 2011 и 2012/13 в Первой лиге играла команда «Импульс-2».

## Главные тренеры клуба
| Главный тренер     | С | Период    |
| ------------------ | - | --------- |
| Грачик Хачманукян  |   | 1990—1991 |
| Владимир Овакимян  |   | 1991—1993 |
| Степан Багдасарян  |   | 2009      |
| Варужан Сукиасян   |   | 2010      |
| Армен Гюльбудагянц |   | с 2010    |